# ChemSpider
ChemSpider je podatkovna zbirka kemikalij, ki je v lasti Kraljeve kemijske družbe (angleško Royal Society of Chemistry, RSC).
Vsebina posameznih zapisov je prosto na voljo po določilih licence Creative Commons Priznanje avtorstva-Deljenje pod enakimi pogoji, uporaba zbirke kot celote pa je omejena.

## Podatkovna zbirka
Podatkovna zbirka ChemSpider vsebuje podatke za več kot 30 milijonov molekul iz več kot 450 virov podatkov, med njimi tudi:
EPA DSSTox • Food and Drug Administration (FDA) • Human Metabolome Database • Journal of Heterocyclic Chemistry • KEGG • KUMGM • LeadScope • LipidMAPS • Marinlit • MDPI • MICAD • MLSMR • MMDB • MOLI • MTDP • Nanogen • Nature Chemical Biology • NCGC • NIAID • National Institutes of Health (NIH) • NINDS Approved Drug Screening Program • NIST • NIST Chemistry WebBook • NMMLSC • NMRShiftDB • PANACHE • PCMD • PDSP • Peptides • Prous Science Drugs of the Future • QSAR • R&D Chemicals • San Diego Center for Chemical Genomics • SGCOxCompounds, SGCStoCompounds •  SMID • Specs • Structural Genomics Consortium • SureChem • Synthon-Lab • Thomson Pharma • Total TOSLab Building-Blocks • UM-BBD • UPCMLD • UsefulChem • Web of Science • xPharm • ZINC.
Vsaka kemikalija ima enoznačen identifikator, ki je del pripadajočega enoličnega krajevnika vira (URL). Primer: aceton ima identifikator 175, zato je njegov URL http://www.chemspider.com/Chemical-Structure.175.html.

## Crowdsourcing
Podatkovno zbirko  ChemSpider lahko dopolnjujejo in vzdržujejo uporabniki s svojimi prispevki. Kraljeva kemijska družba se svojim pravicam do podatkovne zbirke kljub temu ni odrekla, zato njeno  kopiranje ni dovoljeno. Dovoljeno je prenašanje omejene količine podatkov, zato se podatkovne zbirke ne more prištevati k prostim oziroma odprtim podatkovnim zbirkam.

## Iskanje podatkov
Za iskanje podatkov je na razpolago več sklopov. 
- Standardno iskanje omogoča spraševanje po sistematičnih imenih, trgovskih imenih, sinonimih in registracijskih številkah.
- Napredno iskanje omogoča interaktivno iskanje kemijskih struktur in podstruktur, molekulskih formul, območja molekulskih mas, številk CAS, dobaviteljev itd. Takšno iskanje je uporabno predvsem za širjenje ali oženje že najdenih podatkov.
- Iskanje struktur na mobilnih napravah omogočajo brezplačne aplikacije za operacijska sistema iOS[13] in Android.[14]